# Nechworoszcz (obwód czerkaski)
Nechworoszcz (ukr. Нехворощ) – wieś na Ukrainie, w obwodzie czerkaskim, w rejonie czerkaskim. W 2001 roku liczyła 166 mieszkańców.